# Ліптовські Копи
Ліптовські Копи (Liptovské kopy) — гірський масив в Словаччині; геоморфологічна підодиниця масиву Західні Татри.. Найвища точка — гора Велька Копа (2052 метри). Місце розташування — Пряшівський край.